# ソンラム・ゲアンFC
ソンラム・ゲアンFC（ベトナム語: Câu lạc bộ Bóng đá Sông Lam Nghệ An、英語: Song Lam Nghe An Football Club、略称：SLNA FC）は、ベトナムの北中部、ゲアン省の省都ヴィンにホームを置くサッカークラブである。
日本の水戸ホーリーホックと2024年から包括的連携協定を締結していたが、オーナー企業のタンロン・グループ（Tan Long Group）がクラブ売却を決定したため2025年7月3日に双方合意の上で連携協定は終了となった。

## タイトル
- Vリーグ：3回
  - 1999-00, 2000-01, 2011
- ベトナム・カップ：2回
  - 2002, 2010
- ベトナム・スーパーカップ：4回
  - 2000, 2001, 2002, 2011

## AFC大会での成績
- アジアクラブ選手権: 2回出場

2001: 1回戦
2002: 1回戦棄権
- AFCカップ：1回出場

2011:ベスト16

## 歴代所属選手
- レ・コン・ビン 2004-2008、2013-2014
- クエ・ゴック・ハイ 2012-